# Kościół św. Jerzego w Gliwicach-Łabędach
Kościół świętego Jerzego – rzymskokatolicki kościół parafialny należący do dekanatu Gliwice-Łabędy diecezji gliwickiej. Znajduje się na gliwickim osiedlu Łabędy.
Świątynia została zaprojektowana przez architektów: Theodora Ehla i Otto Lindera. Prace budowlane były prowadzone przez firmę Kaller i Stachnik pod kierownictwem rządowego budowniczego Wieczorka. W imieniu Kościoła budowa była prowadzona przez księdza proboszcza parafii Wniebowzięcia Najświętszej Maryi Panny, Emanuela Malejkę. Pierwsze prace rozpoczęły się w dniu 3 listopada 1937 roku. Środkami finansowymi były sumy pieniężne pochodzące od dawnej fundacji księdza proboszcza Ignacego Ledwocha, z ofiar parafian, w tym hrabiego Nicolausa  Ballestrema, oraz zaciągnięty kredyt. Świątynia została poświęcona przez kardynała Adolfa Bertrama w dniu 24 czerwca 1939 roku i w tym samym dniu została przez niego erygowana nowa parafia pod wezwaniem św. Jerzego. 
Restauracja świątyni została przeprowadzona w latach 1962, 1998–2000 i 2008–2011. Podczas ostatniej restauracji została podwyższona wieża świątyni i został zmieniony jej szczyt. Obecny wystrój wnętrza zaprojektował architekt Jacek Mistur, a autorem jego wyposażenia jest Zdzisław Budziński. W prezbiterium powstało duże okrągłe okno i został zamontowany w nim witraż z wizerunkiem patrona świątyni, zaprojektowany przez Piotra Gierasińskiego z Warszawy. Wszystkie witraże wykonał Ryszard Mysiakowski z Czechowic, natomiast patronem przebudowy świątyni był ksiądz proboszcz Antoni Pleśniak. W 2016 roku został uzupełniony wystrój wnętrza o mozaikę wykonaną na ścianie tęczowej przez M. Wichrowską-Tomal i K. Sokołowską. Mozaika przedstawiająca figury archaniołów Michała i Gabriela oraz wizerunki Jezusa Miłosiernego i Matki Bożej Nieustającej Pomocy została poświęcona przez biskupa seniora Jana Wieczorka w dniu 26 grudnia 2016 roku.